# Villa de Merlo
Villa de Merlo, oficialmente, Ciudad de Villa de Merlo y más conocida como Merlo, es una ciudad del departamento Junín, en el noreste de la provincia de San Luis, Argentina.  Se sitúa al pie de las Sierras de Comechingones, a unos 800 metros sobre el nivel del mar.
Es la tercera ciudad más poblada de la provincia de San Luis, con unos 25000 residentes permanentes (exactamente 24.861, según el censo nacional de 2022).
La fundación oficial de Villa de Merlo se realizó el 1 de enero de 1797, por orden del gobernador del Virreinato del Río de la Plata, Marqués de Sobremonte, cuyo nombre original era Melo en honor a Pedro Melo de Portugal.  Desde mediados del siglo XX, Villa de Merlo se consolidó como uno de los principales destinos turísticos del país. La ciudad experimentó un notable crecimiento demográfico: entre los censos de 2001 y 2010, su población aumentó en un 84 %, una de las tasas más altas a nivel nacional en ese período. 
La economía de Villa de Merlo se basa principalmente en el turismo, que ha generado un desarrollo significativo en infraestructura hotelera, gastronómica y cultural.
Es conocida por su microclima, considerado uno de los mejores del mundo por su baja contaminación ambiental y alta ionización atmosférica. 

## Historia

### Antecedentes históricos y fundación de la Villa de Merlo
Los primeros registros históricos se sitúan a principios del siglo XVI y dan cuenta de que prácticamente toda la falda de las Sierras de los Comechingones había sido heredada por Tomás Fernández, quien al morir en 1712 cedió un importante sector en capellanía a los Padres Dominicos de San Luis alrededor de los cuales se fueron asentando los primeros vecinos entre 1720 y 1730.
En 1794, Juan de Videla visitó Piedra Blanca y al ver que el lugar se propiciaba para fundar una villa lo comunicó al marqués de Sobremonte. El 1º de octubre de 1796 Sobremonte ordenó que se formalizara la fundación con el nombre de Villa de Melo, en honor a Pedro Melo de Portugal. La mañana del 1º de enero de 1797 se oficializó la fundación de la villa.
Junto a la imagen de la Virgen del Rosario, la ceremonia se realizó frente a la capilla, y en esa oportunidad se eligió como patrono del pueblo a San Agustín. Con el paso del tiempo, su nombre se deformó y se convirtió en Villa de Merlo.
La plaza principal de la ciudad, que fue denominada Marqués de Sobremonte, posee tanto una serie de placas que recuerdan ese momento, así como también el aljibe comunal; frente a ella se ubica la capilla Nuestra Señora del Rosario, construida en 1795 y reconstruida luego en el siglo XX, en torno a la cual se aglutinaron los primeros vecinos de la naciente Villa de Melo.

### Cambio de nombre y primer siglo
A partir de 1864, la correspondencia comenzó a ficharse según la nomenclatura actual de Villa de Merlo, lo que muestra la deformación que sufrió el nombre original de la localidad, que derivó en la denominación que actualmente se emplea para referirse a esta ciudad.
La economía local durante el siglo XIX era de autoabastecimiento y cada familia constituía, además, una unidad de producción. Era habitual el cultivo de trigo y maíz, y de frutas tales como higos, duraznos, peras y ciruelas, los cuales eran enviados hacia las grandes ciudades para su comercialización. También había una prominente industria vitivinícola, sostenida principalmente en bodegas familiares. El trabajo solidario a través de las denominadas “mingas” permitía la faena de animales, el cortado de adobes y el techado de las viviendas, el levantamiento de las cosechas y demás actividades colectivas.

### Institucionalización, crecimiento turístico y actualidad
A partir de 1880, se produjo un cambio sociocultural impulsado por la inmigración europea que llegó a Argentina el cual también se reflejó en Merlo. En esa época comenzaron a utilizarse chapas de zinc para los techados y se instalaron nuevas bodegas en la región. En el marco de este crecimiento, la primera Comisión Municipal se constituyó 1886 y en 1890 se inauguró el Registro Civil.
Durante los años 20 comenzó a desarrollarse la industria turística merlina, que luego se convertiría en uno de los pilares de la economía local y regional. Para entonces, personas de buena posición económica comenzaron a viajar hacia Merlo en busca de alivio para enfermedades respiratorias. En un principio la oferta hotelera era nula, por lo cual los visitantes se alojaban en las casas de los lugareños alquiladas a tales efectos, aunque con el paso de los años y con el crecimiento de la demanda turística comenzaron a realizarse mejoras hasta la aparición de las primeras hosterías y hoteles. El primer hotel, llamado Hotel Piedra Blanca, ofrecía servicios de lujo para la época tales como excursiones en carros y sulkys, cabalgatas y fiestas campestres, pileta de natación y un casino con orquesta en vivo. Luego de ello, hoteles como Bosque Alegre, Clima 3, Hotel Algarrobo y Parque Hotel (hoy Parque Hotel Golf) se convirtieron por mucho tiempo en los hoteles tradicionales y de mayor prestigio de la Villa de Merlo.
En 1935 se inauguró el primer alumbrado eléctrico de la ciudad, cuya extensión fue creciendo hasta potenciarse con las obras realizadas por el Ingeniero Eloy Bona que permitieron la instalación de usinas hidroeléctricas a partir de 1953.
El primer comisionado municipal electo fue don "Pepe" Mercau, quien asumió su cargo en 1939. Nueve años después, en 1948, se creó la “Sociedad de Fomento Amigos de Merlo” que estableció fuertes nexos con las familias de Buenos Aires que poseían propiedades en la pequeña villa serrana. El Concejo Deliberante fue creado en 1965 y en ese mismo se inauguró el primer Casino Flamingo, actualmente llamado Casino Dos Venados, que fue impulsado por el entonces Diputado Provincial y luego Intendente, Julio Falco, quien es considerado uno de los impulsores de Merlo.
En 1969, durante el gobierno municipal encabezado por el Intendente Falco, se delineó la traza de la avenida principal y se la pavimentó, convirtiéndose así en la primera vía de circulación asfaltada de Merlo. En 1973 se realizó el primer Festival Valle del Sol, hoy Fiesta Nacional Valle del Sol.
En 1999, por iniciativa de la diputada Elena Romero, se la declaró ciudad con el nombre oficial de “Ciudad Villa de Merlo”. En 2001 fue inaugurado el nuevo Casino Flamingo ubicado en la Avenida del Sol.
Durante la primera década del siglo XXI se convirtió en un destino de importante migración interna, lo cual se vio reflejado en el crecimiento poblacional superior al cincuenta por ciento registrado entre los censos de 2001 y 2010.

## Gobierno
Villa de Merlo es una división administrativa de carácter municipal, que posee autonomía política, administrativa y financiera, cuyo gobierno está integrado por un Poder Ejecutivo, el Departamento Ejecutivo Municipal (DEM) encabezado por un Intendente y un Poder Legislativo, denominado Concejo Deliberante (HCD) e integrado por diez concejales. Además cuenta con una administración jurisdiccional local o Juzgado de Faltas, integrado por un Juez de Faltas, un Secretario y un Jefe de Despacho.

### Intendencia
El Intendente de Merlo es el titular del Departamento Ejecutivo Municipal y en consecuencia es el máximo responsable de la administración política del municipio. Es elegido por simple mayoría y mediante sufragio obligatorio, universal y secreto, permaneciendo en sus funciones por un período de cuatro años, con posibilidad de ser reelecto. En caso de ausencia, su reemplazante natural es el concejal que ocupe la Presidencia del Concejo Deliberante. Está facultado a emitir Decretos y puede crear reparticiones administrativas tales como Secretarías y Direcciones.
Actualmente el cargo de Intendente es ocupado por Juan Alvarez Pinto (Cambia San Luis) quien resultó reelegido en las elecciones del año 2023 y cuyo mandato se extiende hasta fines del año 2027. 
La Sede Municipal que alberga el despacho del Intendente está ubicada en la calle Coronel Mercau frente a la Plaza Sobremonte.

#### Gabinete municipal
| Área                                                          | Titular                      | Período legal           | Período legal | Periodo real            | Periodo real            | Partido político | Partido político |
| Área                                                          | Titular                      | Inicio                  | Final         | Inicio                  | Final                   | Partido político | Partido político |
| ------------------------------------------------------------- | ---------------------------- | ----------------------- | ------------- | ----------------------- | ----------------------- | ---------------- | ---------------- |
| Intendencia                                                   | Leonardo Rodríguez           | 10 de diciembre de 2023 | En el cargo   | 16 de diciembre de 2024 | En el cargo             |                  | UCR San Luis     |
| Intendencia                                                   | Juan Álvarez Pinto           | 10 de diciembre de 2023 | En el cargo   | 10 de diciembre de 2023 | 16 de diciembre de 2024 |                  | UCR San Luis     |
| Jefatura de Gabinete y Hacienda                               | Bruno Mini                   | 10 de diciembre de 2023 | En el cargo   | 10 de diciembre de 2023 | En el cargo             |                  | UCR San Luis     |
| Secretaría de Gobierno y Deportes                             | Francisco Sebastián Oviedo   | 10 de diciembre de 2023 | En el cargo   | 10 de diciembre de 2023 | En el cargo             |                  | Avanzar          |
| Secretaría de Ordenamiento Territorial y Planificación Urbana | María Victoria               | 10 de diciembre de 2023 | En el cargo   | 10 de diciembre de 2023 | En el cargo             |                  | Independiente    |
| Secretaría de Ambiente, Producción y Desarrollo Sustentable   | Julio Francisco Javier Leiva | 10 de diciembre de 2023 | En el cargo   | 10 de diciembre de 2023 | En el cargo             |                  | Independiente    |
| Secretaría de Gestión, Calidad y Productos Turísticos         | Santiago Trobo               | 10 de diciembre de 2023 | En el cargo   | 10 de diciembre de 2023 | En el cargo             |                  | PRO              |
| Secretaría de Cultura e Identidad Merlina                     | Valentina Ortega             | 10 de diciembre de 2023 | En el cargo   | 10 de diciembre de 2023 | En el cargo             |                  | Independiente    |
| Secretaría de Desarrollo Humano                               | Federico Robles              | 10 de diciembre de 2023 | En el cargo   | 10 de diciembre de 2023 | En el cargo             |                  | UCR San Luis     |
| Secretaría de Servicios Públicos                              | Eliana Becerra               | 10 de diciembre de 2023 | En el cargo   | 10 de diciembre de 2023 | En el cargo             |                  | UCR San Luis     |

### Concejo Deliberante
El Concejo Deliberante está integrado por diez concejales, cada uno de los cuales dura cuatro años en sus funciones. Son elegidos por sufragio obligatorio, universal y secreto cada dos años, renovándose los representantes por mitades y bajo el Sistema D'Hondt. Puede producir notas, minutas, resoluciones y ordenanzas, y trata y aprueba o rechaza el presupuesto municipal.
El recinto de sesiones y las oficinas administrativas están ubicadas en la calle Independencia Nº 176.

#### Autoridades
| Autoridad                           | Titular            | Bloque | Bloque              |
| ----------------------------------- | ------------------ | ------ | ------------------- |
| Presidencia                         | Patricia Morandé   |        | Unidos por San Luis |
| Vicepresidencia 1.°                 | María José Álvarez |        | Cambia San Luis     |
| Actualizado al 19 de abril de 2025. |                    |        |                     |

#### Composición por bloque
| Bloque                                        | Bloque                   | Subloque                |
| --------------------------------------------- | ------------------------ | ----------------------- |
|                                               | Cambia San Luis (1)      |                         |
|                                               | Juntos Por el Cambio (1) |                         |
|                                               | Unidos por San Luis (3)  |                         |
|                                               | Unión por San Luis (2)   | Compromiso por San Luis |
| Convergencia                                  | Unión por San Luis (2)   |                         |
|                                               | Unidad Justicialista (2) |                         |
| Fuente: Concejo Deliberante de Villa de Merlo |                          |                         |

#### Lista de concejales y ciclos electorales
| Elección | Mandato                 | Mandato                |
| Elección | Inicio                  | Fin                    |
| -------- | ----------------------- | ---------------------- |
| 2021     | 10 de diciembre de 2021 | 9 de diciembre de 2025 |
| 2023     | 10 de diciembre de 2023 | 9 de diciembre de 2027 |

| Concejal             | Bloque | Bloque               | Mandato    | Mandato   |
| Concejal             | Bloque | Bloque               | Inicio     | Fin       |
| -------------------- | ------ | -------------------- | ---------- | --------- |
| Ángela Ventura       |        | Unidos por San Luis  | 10/12/2021 | 9/12/2025 |
| Ana Laura Ferrarotti |        | Unión por San Luis   | 10/12/2023 | 9/12/2027 |
| Patricia Morandé     |        | Unidos por San Luis  | 10/12/2023 | 9/12/2027 |
| Gastón Fonseca       |        | Unidad Justicialista | 10/12/2021 | 9/12/2025 |
| Ezequiel Cuello      |        | Juntos Por el Cambio | 10/12/2021 | 9/12/2025 |
| Jorge Cornejo        |        | Unidos por San Luis  | 10/12/2021 | 9/12/2025 |
| Virginia Morales     |        | Unidad Justicialista | 10/12/2021 | 9/12/2025 |
| María José Álvarez   |        | Cambia San Luis      | 10/12/2023 | 9/12/2027 |
| Daniel Orue          |        | Unión por San Luis   | 10/12/2023 | 9/12/2027 |

### Juzgado de Faltas
El Juez de Faltas es el titular del Juzgado de Faltas, y tiene a su cargo la aplicación del Código Municipal de Faltas. Debe ser abogado, y es designado por el Concejo Deliberante de entre los candidatos presentados en una terna enviada por el Departamento Ejecutivo. Fue creado en el año 1989, a través de la Ordenanza 97/1989.
Actualmente el Juzgado de Faltas está a cargo de la abogada Erica Coy y el secretario es el abogado Diego Lastra.

## Demografía
Villa de Merlo contó con 17,087 habitantes (Indec, 2010), lo que representó un incremento del 53% frente a los 11,159 habitantes (Indec, 2001) del censo anterior.
Según el censo 2022 la población total del municipio fue de 24.958 personas. En tanto, el número de viviendas registradas fue de 10 986.Estos datos le valieron ser el tercer municipio más poblado de provincia.
| Gráfica de evolución demográfica de Merlo entre 1895 y 2022 |
|                                                             |
| Fuente de los Censos Nacionales del INDEC                   |

## Educación
La Villa de Merlo cuenta con un considerable número de instituciones educativas tanto de nivel inicial, básico y polimodal que permiten atender la demanda de los habitantes de la ciudad y localidades más próximas. La gran mayoría de los establecimientos educativos son de gestión estatal, como es el caso del Complejo Educativo Santiago Besso, el Centro Educativo Horacio de la Mota, y las Escuelas 181, 288 y 376, aunque también los hay de gestión privada tanto religiosos, como el Instituto Monseñor Orzali y el Colegio San Francisco de Asís, como también laicos, siendo el caso del Complejo EMEI. También posee un Centro de Educación Especial, la Escuela Mirlo.
Aquí podemos encontrar la Facultad de Turismo y Urbanismo sede de la Universidad Nacional de San Luis, en tanto que después del proyecto del Senador Nacional Adolfo Rodríguez Saá se creó la Universidad Nacional de Los Comechingones, del cual su rectora es Agustina Rodríguez Saá. La universidad cuenta con carreras innovadoras en el campo de lo ambiental y se busca que este sea su perfil.

## Servicios

### Salud

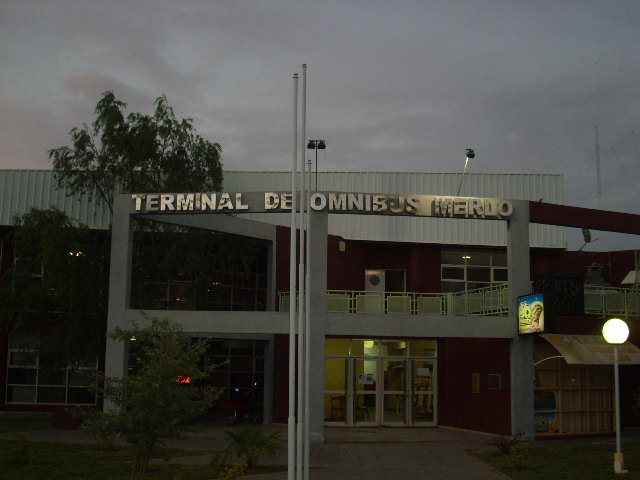
Terminal de Ómnibus de Villa de Merlo, San Luis.

Merlo cuenta un hospital público, una clínica privada, Centros de Atención Primaria de la Salud (CAPS), una delegación de PAMI y consultorios privados de distintas especialidades.

### Seguridad
Merlo posee dos comisarías propias (número 26) y (número 42) de la Delegación local de la Policía de la Provincia de San Luis, y un cuartel profesional de bomberos voluntarios, equipado y capacitado para salvaguardar a la villa turística.

### Bancos y combustibles
El Banco de la Nación Argentina y el Banco Supervielle poseen oficinas y cajeros automáticos en el centro de Merlo, en tanto que las empresas petroleras YPF, Esso y Puma poseen estaciones de servicio de nafta, gasoil y gas natural comprimido.

### Servicios públicos
El servicio de telefonía en Merlo está administrado por la Cooperativa Telefónica, Otros Servicios Públicos y de Crédito Merlo Limitada, la cual además provee servicios de televisión por cable, internet, GNC, gas envasado y sepelios. La telefonía móvil está prestada por los principales proveedores a nivel nacional: Personal, Movistar y Claro.
El servicio eléctrico está a cargo de la empresa provincial EDESAL, y la recolección de residuos es administrada a nivel municipal. Un amplio número de hogares tiene acceso a los servicios públicos básicos tales como agua de red y luz, en tanto que la red de gas natural por caño continúa ampliándose hacia las zonas periféricas y el acceso a internet se encuentra muy expandido gracias al servicio de WiFi gratuito de la Provincia de San Luis administrado por la Universidad de La Punta .

## Geografía

### Ubicación
Merlo se encuentra ubicada en el valle de Conlara, faldeo occidental de las Sierras de los Comechingones. La distancia desde la Ciudad de Buenos Aires es de 780 kilómetros, en tanto que está a 450 km de la ciudad de Mendoza, a 250 km de la ciudad de Córdoba a 170 km de Rio Cuarto y a 190 km de la capital provincial, la ciudad de San Luis.
La Provincia de Córdoba (al norte y al este) y las localidades de Carpintería (al sur) y Santa Rosa del Conlara (al oeste) son los límites geográficos de la Villa de Merlo.

### Hidrografía
La región está atravesada por numerosos arroyos y ríos, algunos de los cuales atraviesan total o parcialmente a la ciudad de Merlo. Entre ellos se destacan el Arroyo Piedra Blanca, Arroyo El Pantanillo, Arroyo El Tigre y Arroyo Juan Pérez.

### Relieve
La Provincia de San Luis se encuentra en una zona montañosa conocida como la Región de Cuyo, y Merlo se encuentra enclavada sobre el corredor de los Comechingones, un subsistema orográfico del centro-oeste de Argentina. La altitud oscila entre los 790 y los 1200 msnm.

### Clima
El clima es relativamente seco con una temperatura media anual de 20 °C. En verano los registros oscilan entre los 18 y 33 °C, mientras que en el invierno oscila entre 4 y 17 °C y se pueden ver las serranías nevadas. Las Sierras de los Comechingones protege la Villa de las corrientes de aire húmedo provenientes del Atlántico y de los elementos contaminantes que arrastran a su paso por la pampa húmeda y actúa como “filtro” natural que deja el aire libre de contaminación [cita requerida].

## Infraestructura
El trayecto hasta Merlo por ruta de asfalto desde Buenos Aires es de 751 km, por la RN 8, desde Buenos Aires comienza en el Acceso Norte, Pilar, Pergamino, Venado Tuerto, hasta Río Cuarto y desde allí por RP 1 hasta la Villa de Merlo.

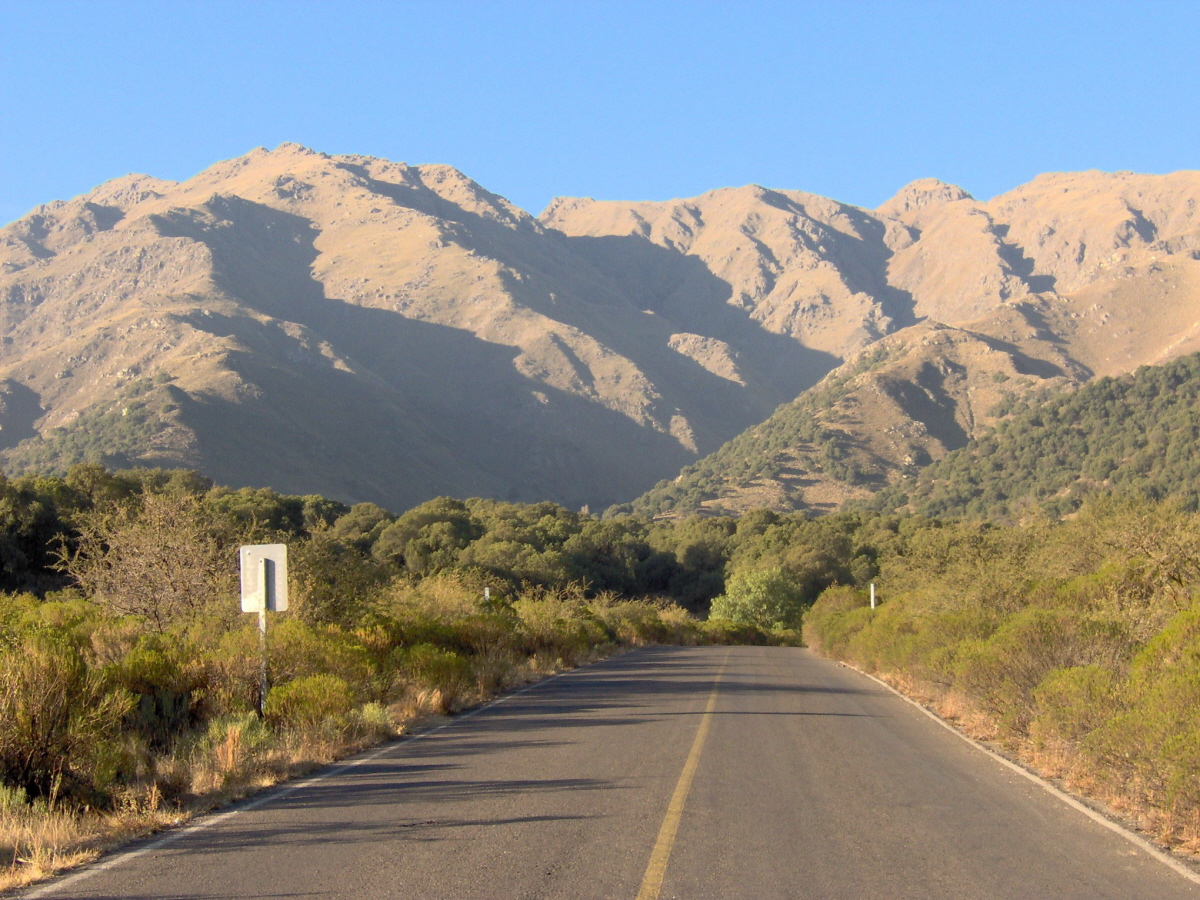
Camino en las afueras de la ciudad.

En el año 2001 se inauguró el Aeropuerto Internacional Valle del Conlara, que se encuentra emplazado en la localidad de Santa Rosa del Conlara a Kim de Merlo. Además, se amplió el sistema de transporte terrestre con la llegada de ómnibus de larga distancia desde distintos puntos del país a la Nueva Terminal de Ómnibus de Merlo, a donde arriban servicios de las principales empresas como Expreso del Oeste, San Juan Mar del Plata, Chevallier y Sierras Cordobesas.

### Barrios
Debido a su gran crecimiento demográfico, Merlo posee una importante cantidad de barrios y unidades territoriales entre los cuales se destacan Piedra Blanca Arriba, Piedra Blanca Abajo, Rincón del Este, Cerro de Oro, Barranca Colorada, Cayetano Dabal, San Agustín, 140 Viviendas, Nuevo Merlo, Los Olivos, Rosedal, Quintas del Tomero, San Carlos, entre otros.

## Medios de comunicación locales

### Emisoras de televisión
La Cooperativa Telefónica administra el Canal 2 Merlo TV y el Canal 47 Clasificados.

### Emisoras de radio
Numerosas emisoras radiofónicas tienen asiento en Merlo, especialmente en FM. Se destacan: Radio Láser (106.7) Radio del Sol (96.3), Radio Cóndor (98.7), Ciudad de Merlo (100.7), Radio Alternativa (99.3), Radio Metropolitana (105.5), FM Identia (103.3) y Radio Digital (101.1).

### Diarios digitales
Villa de Merlo posee diarios digitales El Merlino, InfoMerlo y El Corredor Noticias.

### Aplicación de celulares
La zona cuenta con una aplicación turista y residencial llamada InfoGuia Comechingón que utiliza un sistema de geolocalización. Además cuenta con farmacias de turno de Villa de Merlo y Carpintería, horarios de colectivos de la zona, eventos, comercios y más.

## Cultura
Villa de Merlo posee una variada oferta cultural, impulsada en gran parte por su dinámica actividad turística. La ciudad alberga bibliotecas, museos y centros culturales, entre ellos la Biblioteca Popular Don Santos Agüero, la Casa Museo del Poeta Antonio Esteban Agüero, el Museo Lolma y la Sala Museo Palmira Scrosoppi. 
El Teatro Amigos de Merlo y otros espacios escénicos presentan durante el año obras teatrales, conciertos y espectáculos de artistas locales y nacionales, especialmente durante las temporadas estivales e invernales.

### Festividades y encuentros
Entre los eventos tradicionales de Villa de Merlo se destacan:
- Fiesta Nacional del Valle del Sol, realizada en febrero, que celebra la cultura y la música de la región.
- Fiesta de la Dulzura, iniciada en 1980, que convoca a productores artesanales de dulces y repostería. Incluye la conmemoración de la muerte del Gral. San Martín, que por Ley Nacional se cumple el tercer lunes de ese mes.
- Fiesta Nacional del Microclima, celebrada en mayo, donde se reconoce a representantes locales en el marco del clima distintivo de la región.
- Encuentro Nacional de Pintores Paisajistas, que reúne a artistas de distintas partes del país.
- Encuentro de Arquitectos

## Deporte
Merlo tiene dos clubes sociales y deportivos, el Club San Martín y el Club Casino, cuyos equipos de fútbol son protagonistas del denominado Superclásico de Merlo. Aparte del clásico, existen clubes de trascendencia barrial como CRYDER (Club Recreativo y Deportivo El Rincón), que se ha incorporado recientemente en la categoría primera a la Liga del Valle del Conlara. Además, hay numerosos proveedores habilitados que permiten practicar distintos deportes, tanto para residentes como turistas, abarcando desde disciplinas más tradicionales como el básquet (PicaHuesos Básquet), rugby (Herradura Rugby Club), paddle y vóley, hasta artes marciales y deportes extremos. Posee asimismo un Centro Recreativo Municipal. Por ser una región serrana también es habitual la práctica del montañismo en sus variantes de senderismo, trekking y escalada en roca, siendo la referencia de la zona para esas actividades el Club Andino San Luis.

## Turismo

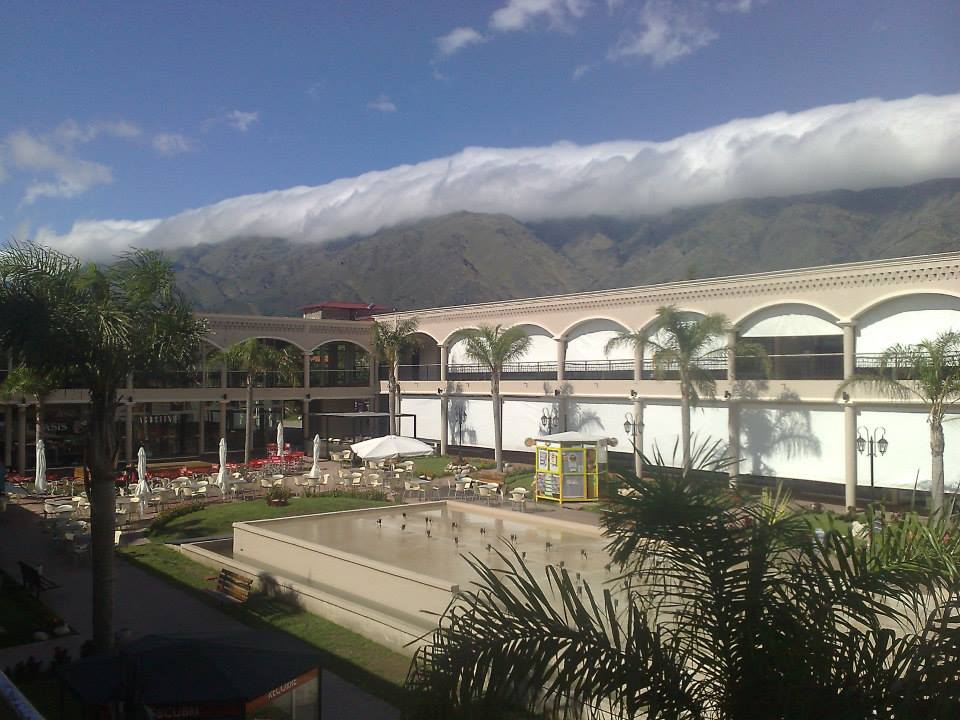
Galería del Sol, Merlo, San Luis

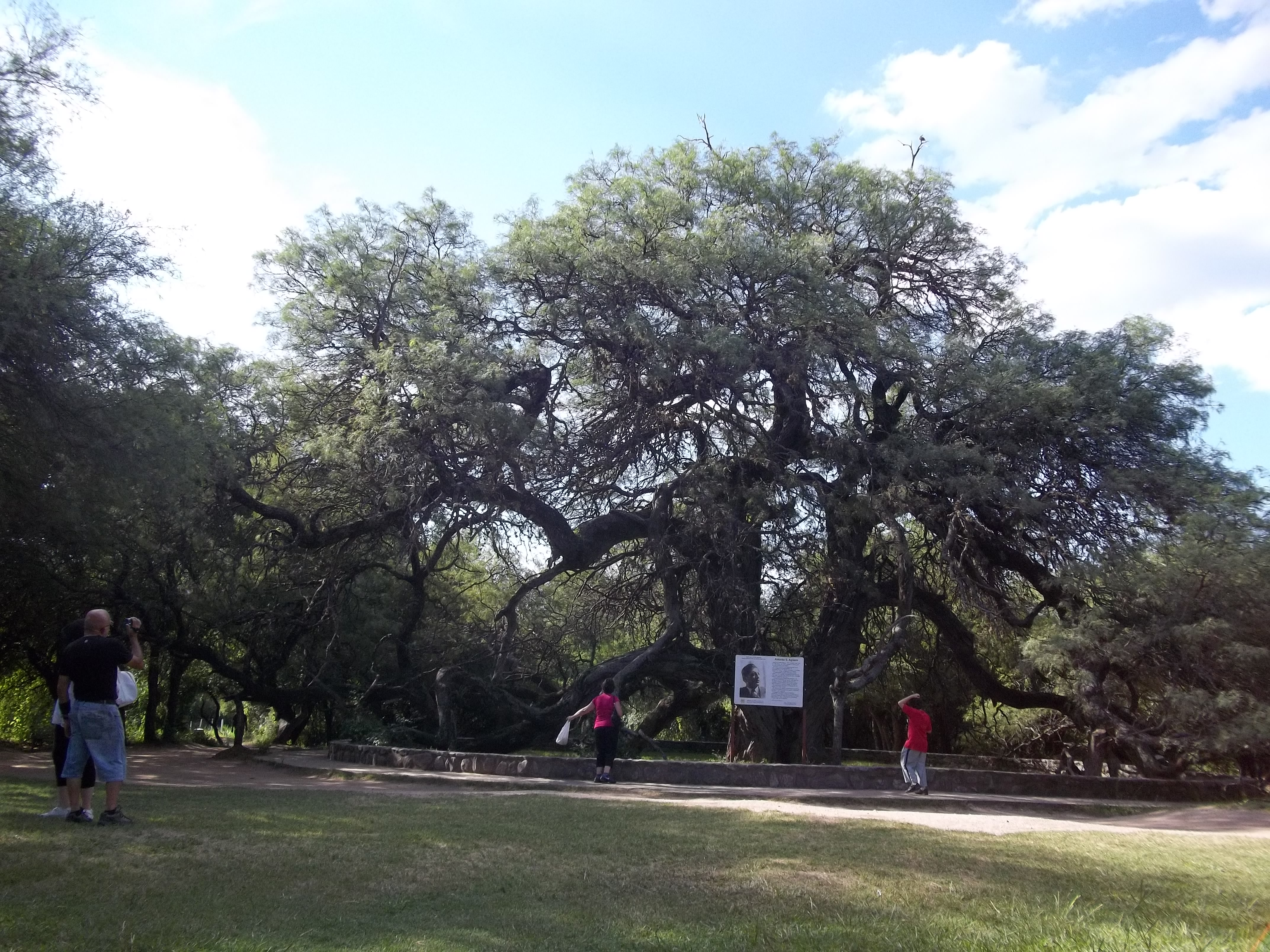
Algarrobo abuelo.

Villa de Merlo es uno de los principales destinos turísticos de la provincia de San Luis y de la región de Cuyo. Su atractivo se debe a su particular microclima, considerado uno de los más benignos del país, y a su ubicación al pie de las Sierras de los Comechingones.
Entre sus sitios de interés se destacan el «Algarrobo Abuelo», un ejemplar de Prosopis juliflora de más de 1200 años de antigüedad ubicado en la zona de Piedra Blanca; el Mirador del Sol, que ofrece vistas panorámicas del Valle de Conlara; y la Reserva Provincial Natural Mogote Bayo, que protege ecosistemas de serranía.
En los alrededores se encuentran parajes como Pasos Malos y el Peñón del Colorado, conocidos por sus senderos naturales, cursos de agua y espacios recreativos. La región también es reconocida por la práctica de actividades de turismo aventura como trekking, parapente, tirolesa y travesías en las sierras.
La ciudad cuenta con una amplia infraestructura turística, que incluye alojamientos de distintas categorías, servicios gastronómicos, centros recreativos y salas de juego.

MAPAS CONEXION-Costa de los Comechingones

## Ciudades hermanas
Río Cuarto, Córdoba ,1996 
 San Rafael, Mendoza, 1996 
 La Carolina, San Luis, 1996 

## Postales fotográficas

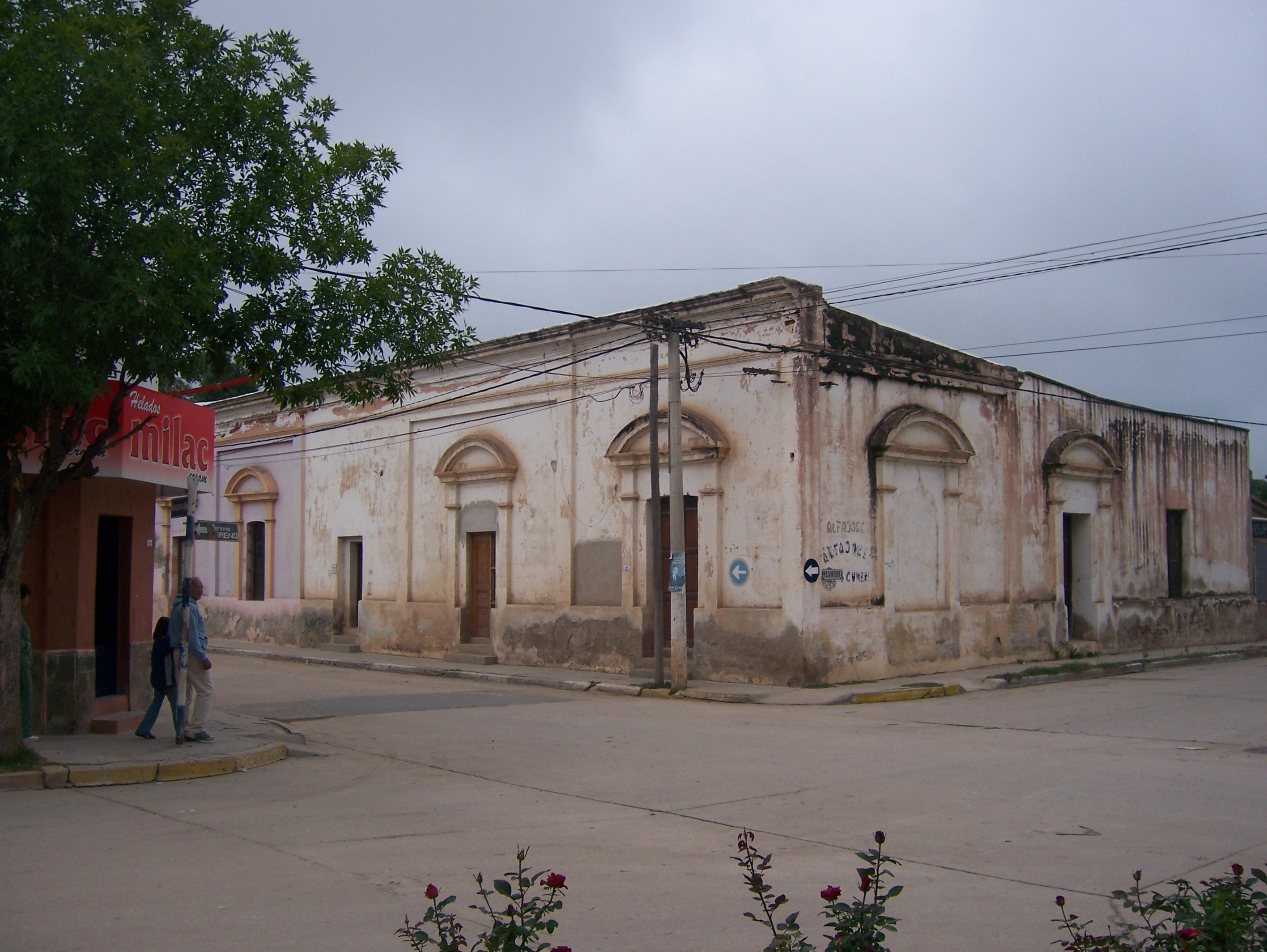
Tradicional vivienda en una esquina del casco urbano
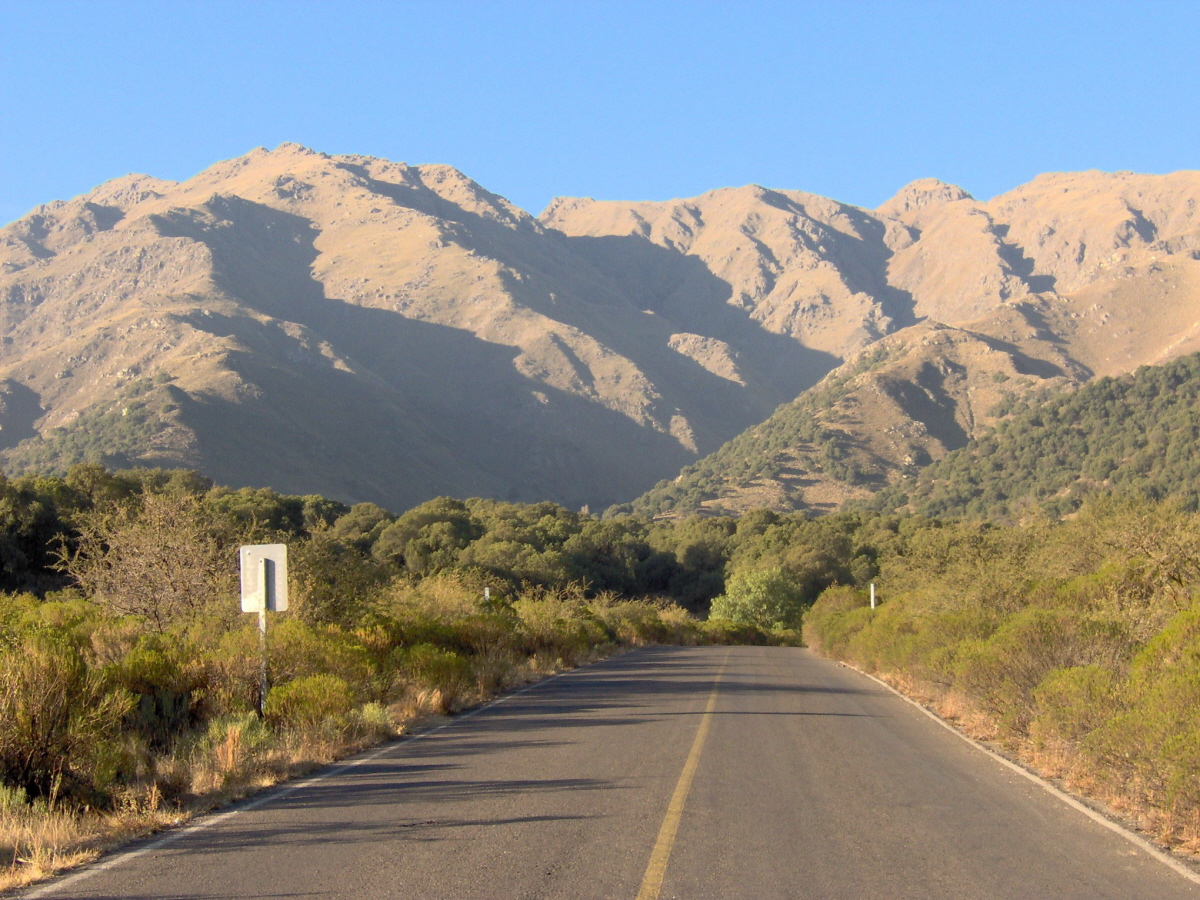
Ruta de Villa Merlo
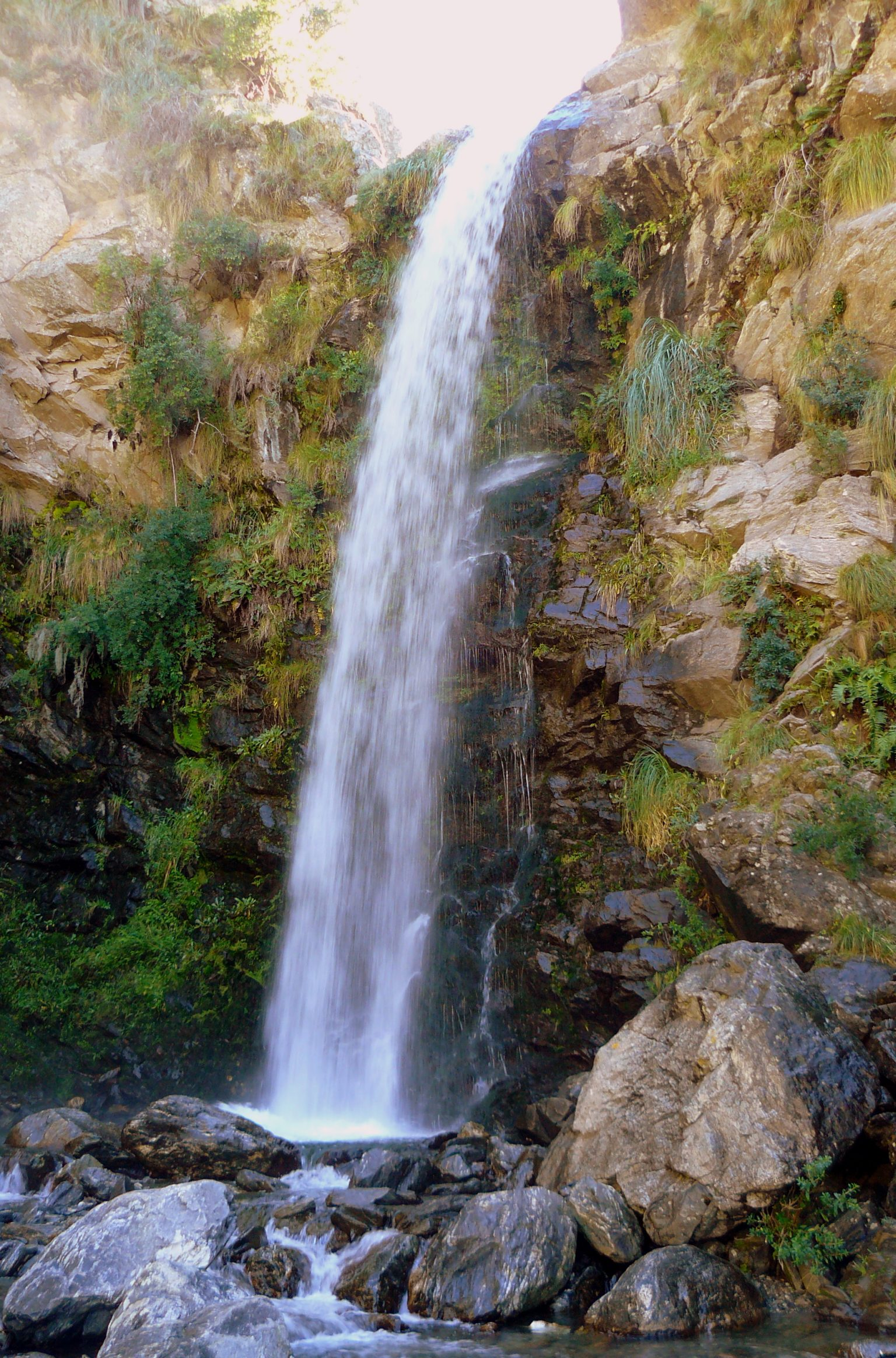
Salto del Tabaquillo
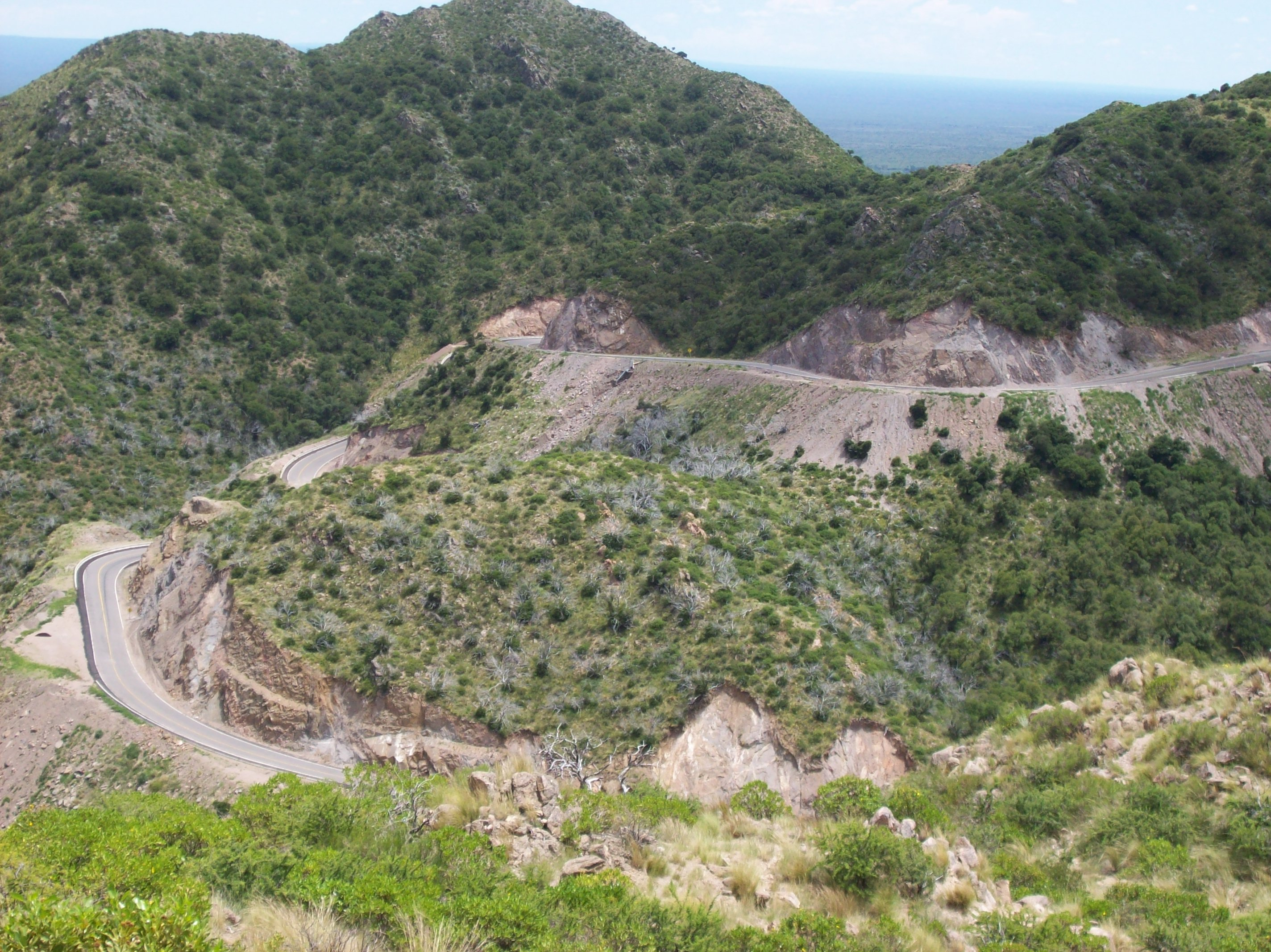
Sierras de Merlo
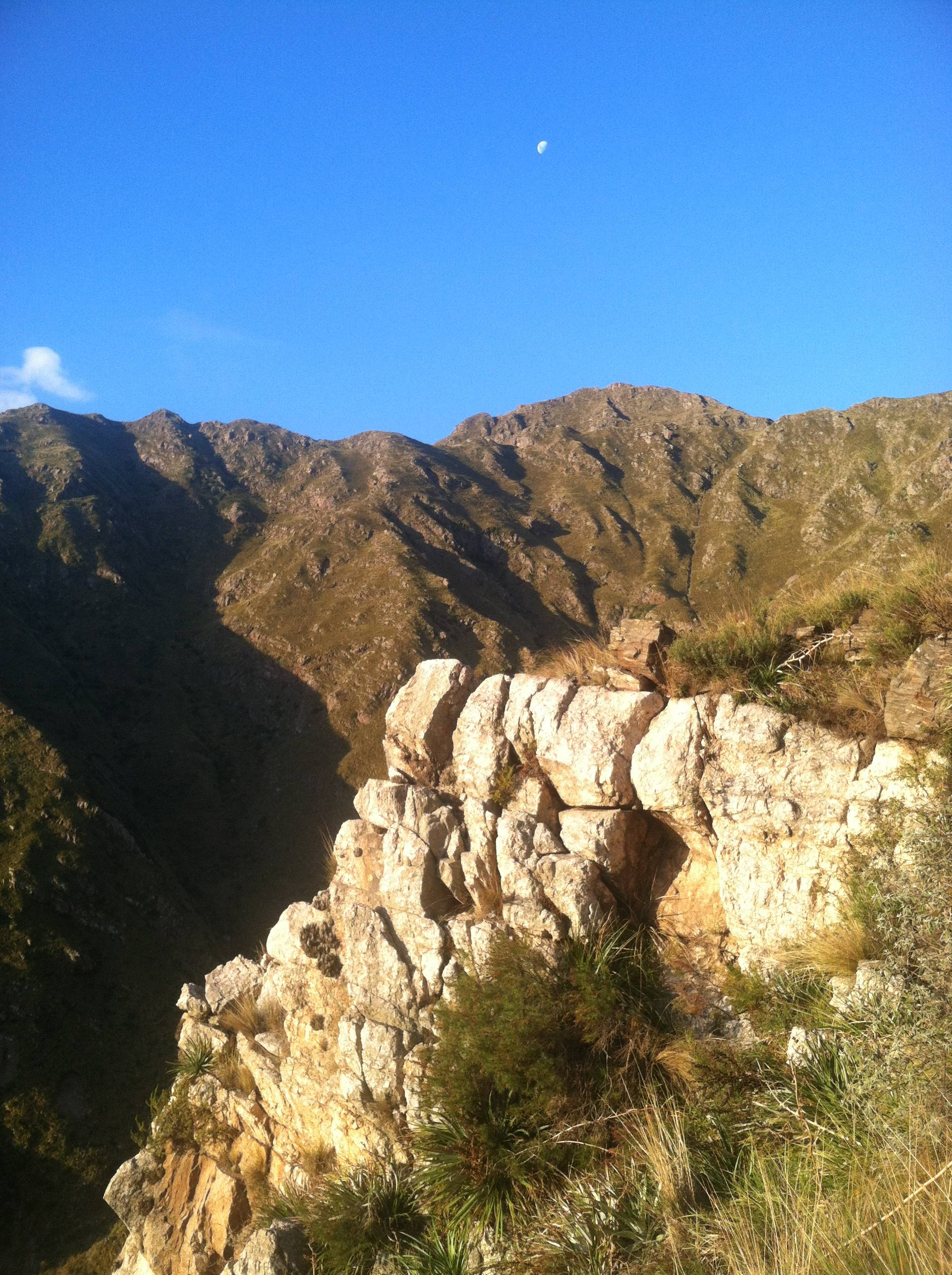
Reserva Mogote Bayo
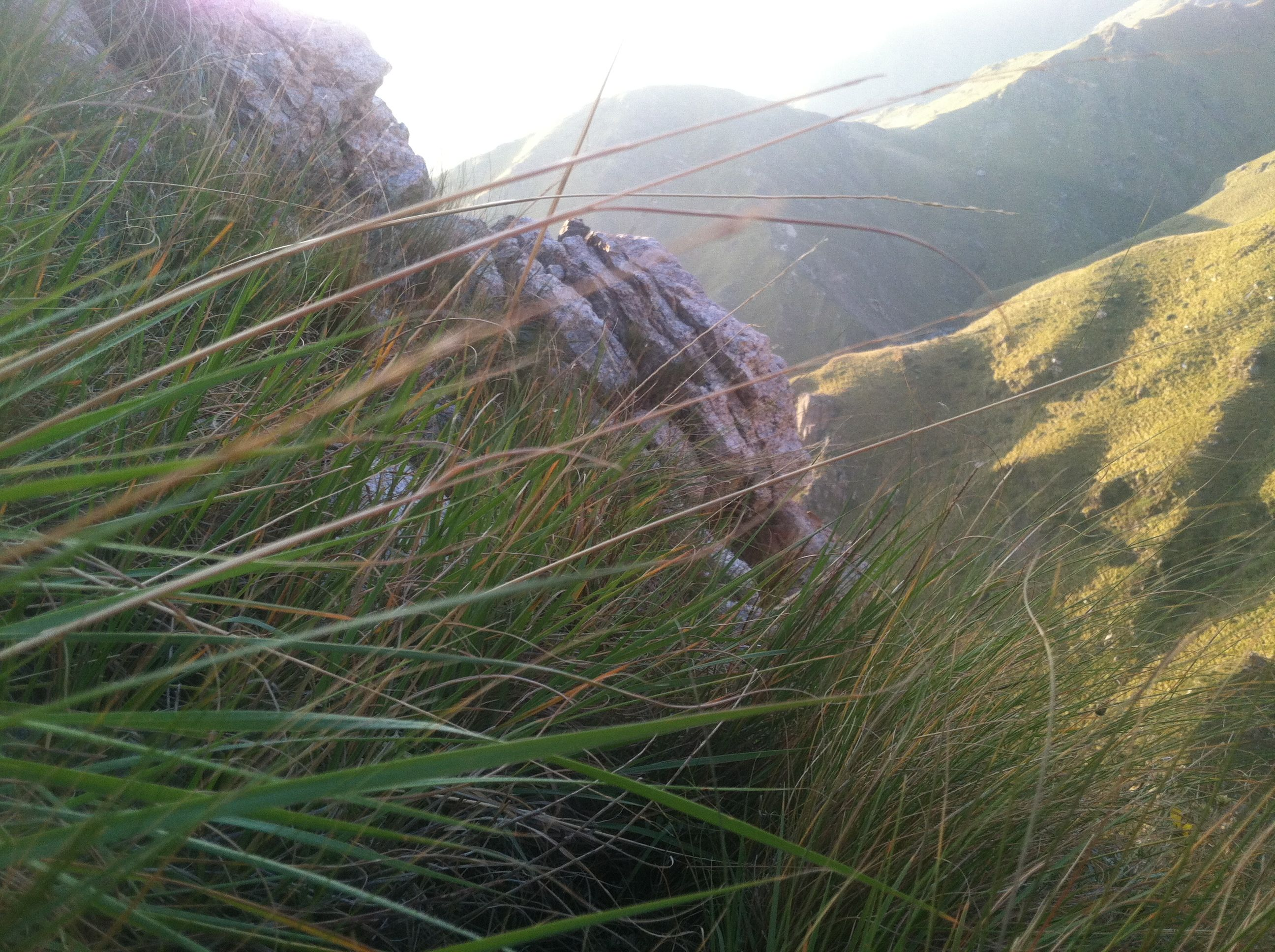
Reserva Mogote Bayo
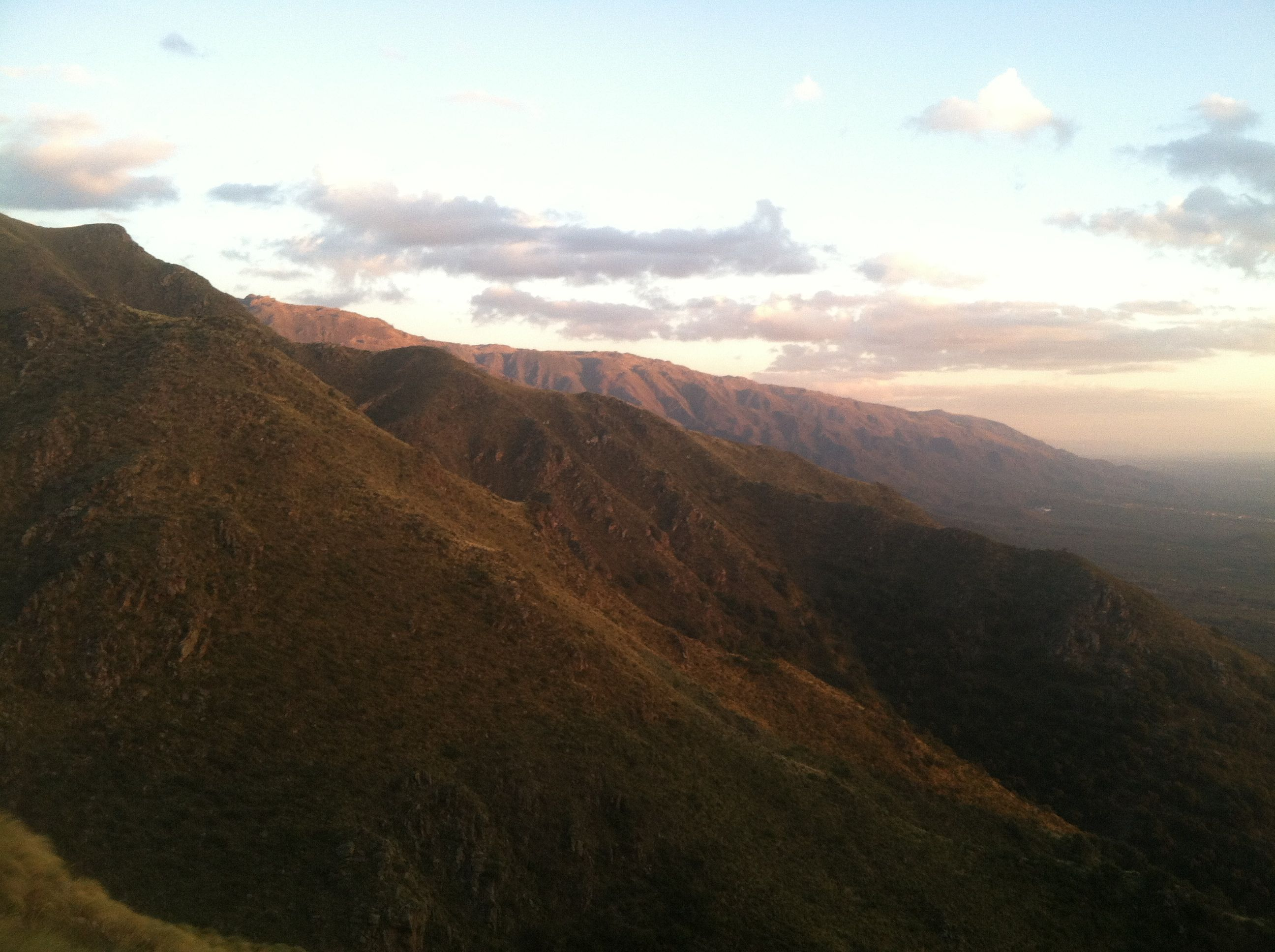
Reserva Mogote Bayo
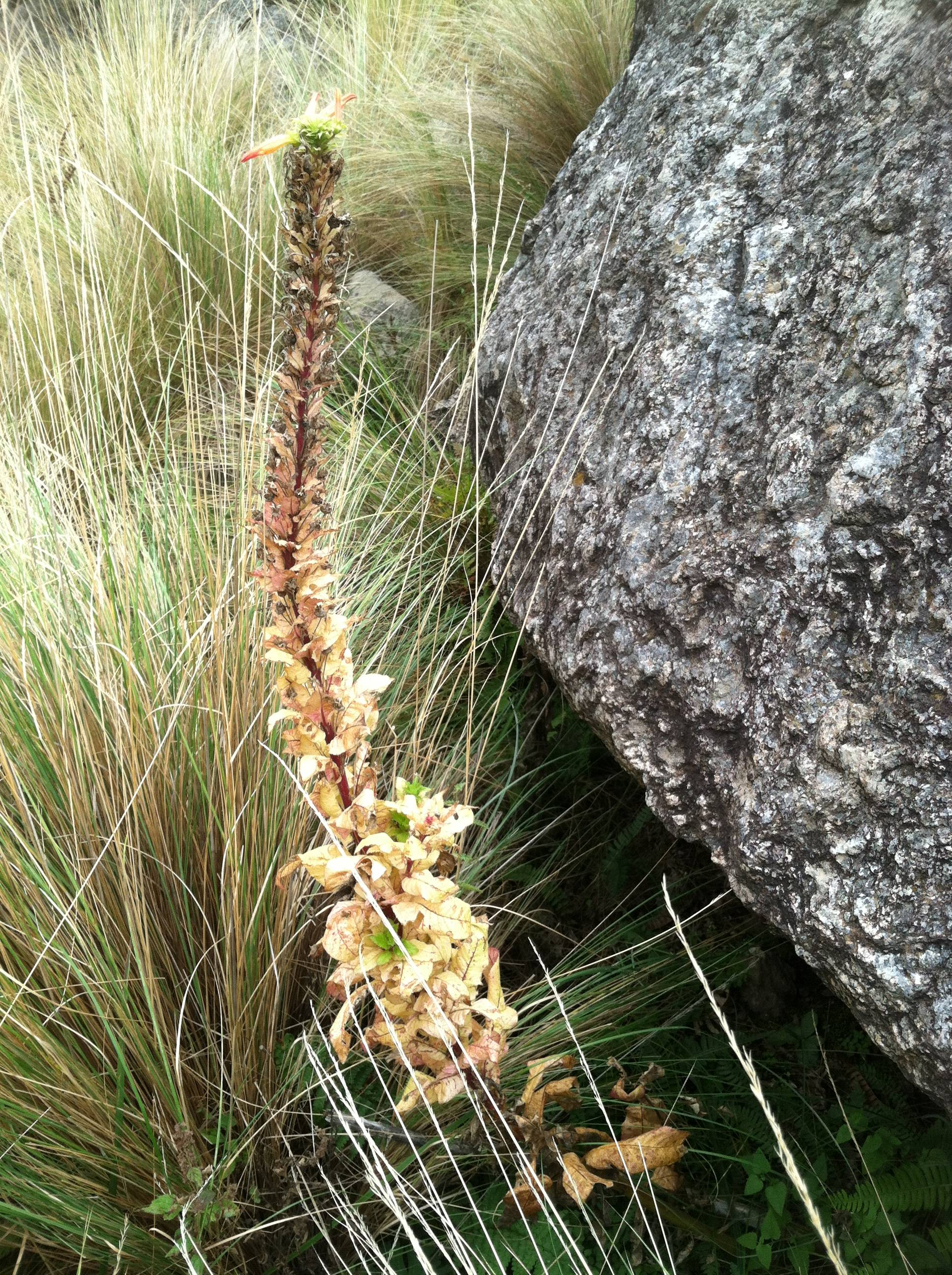
Reserva Mogote Bayo
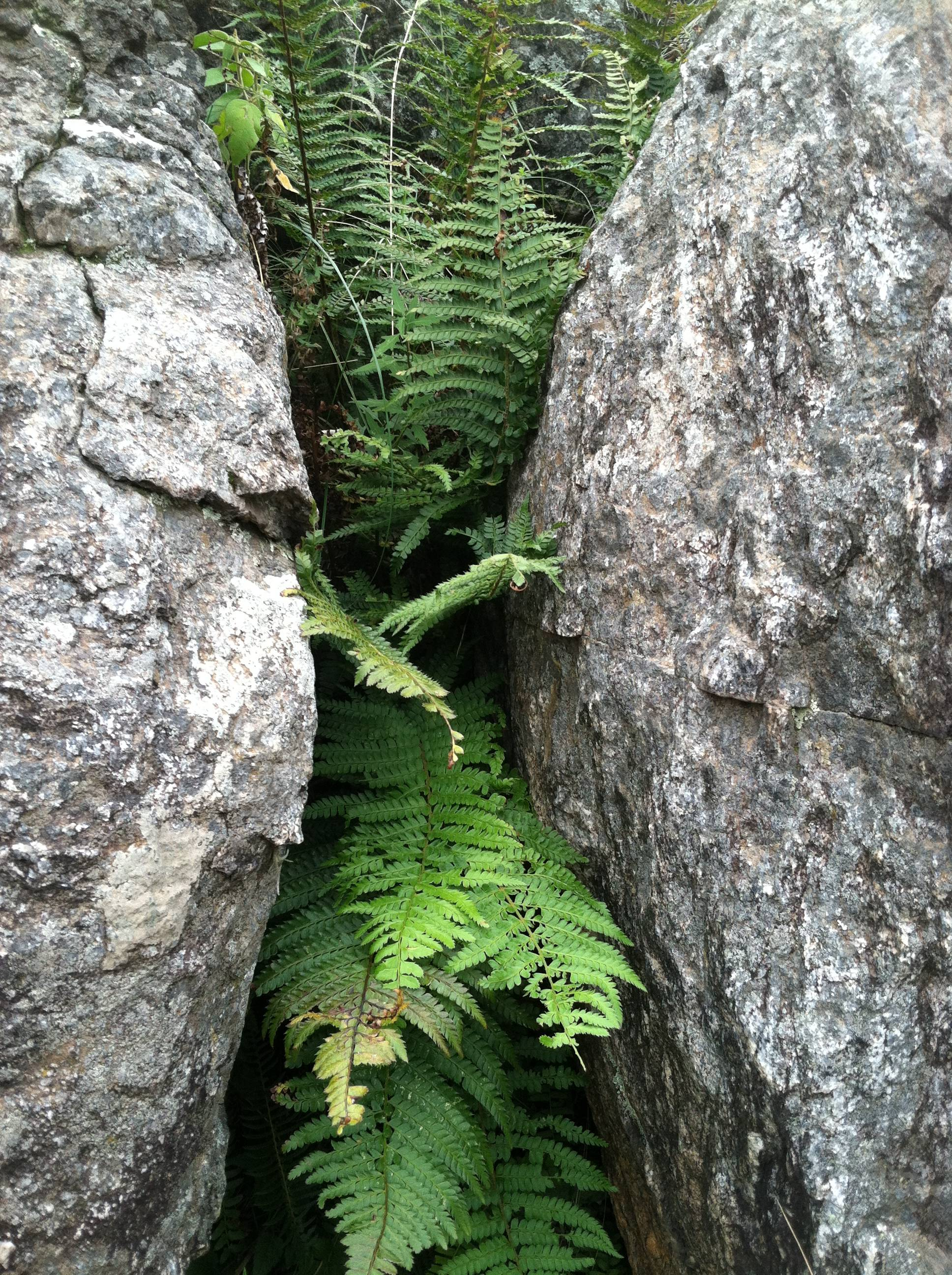
Reserva Mogote Bayo
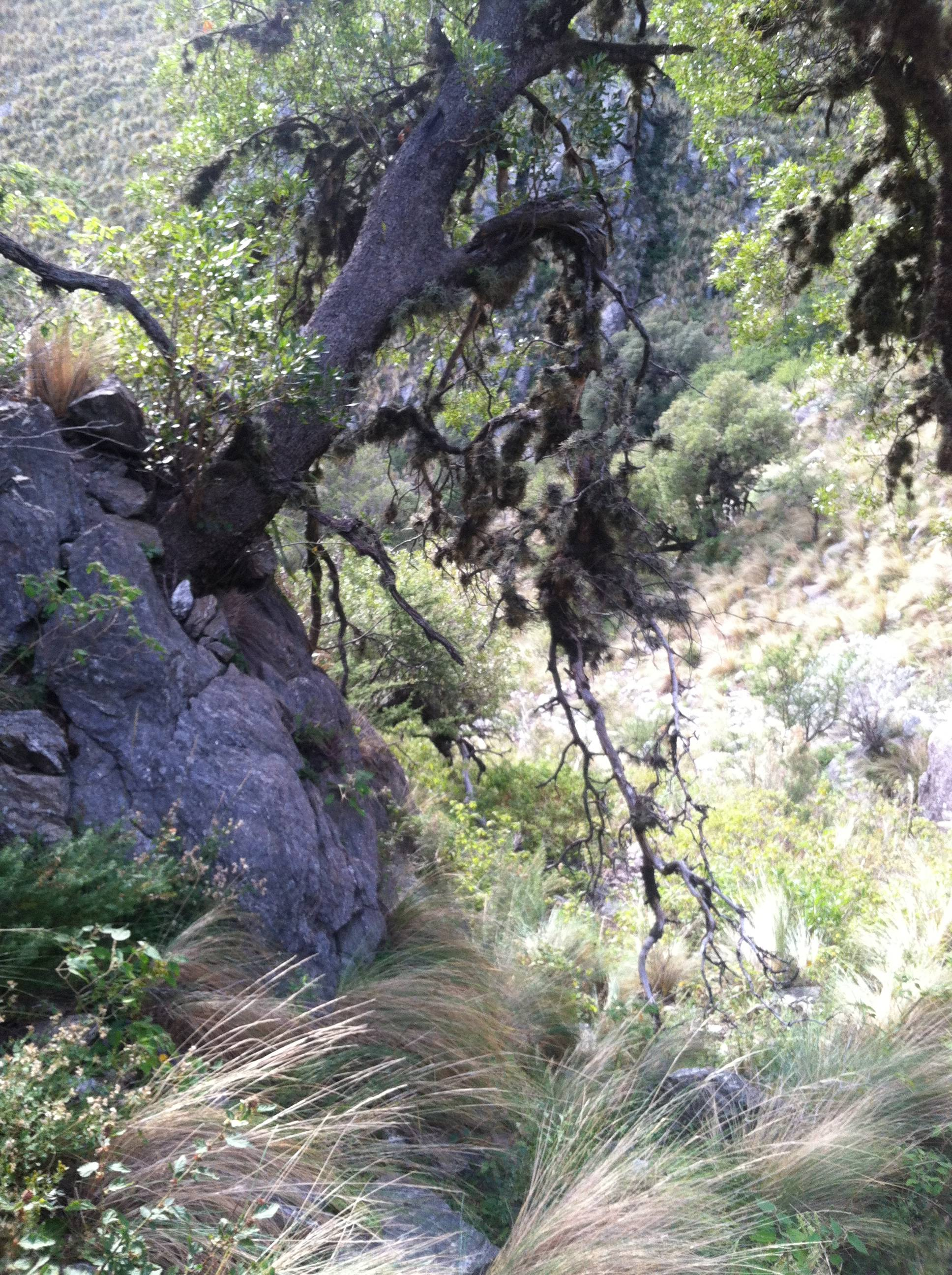
Reserva Mogote Bayo
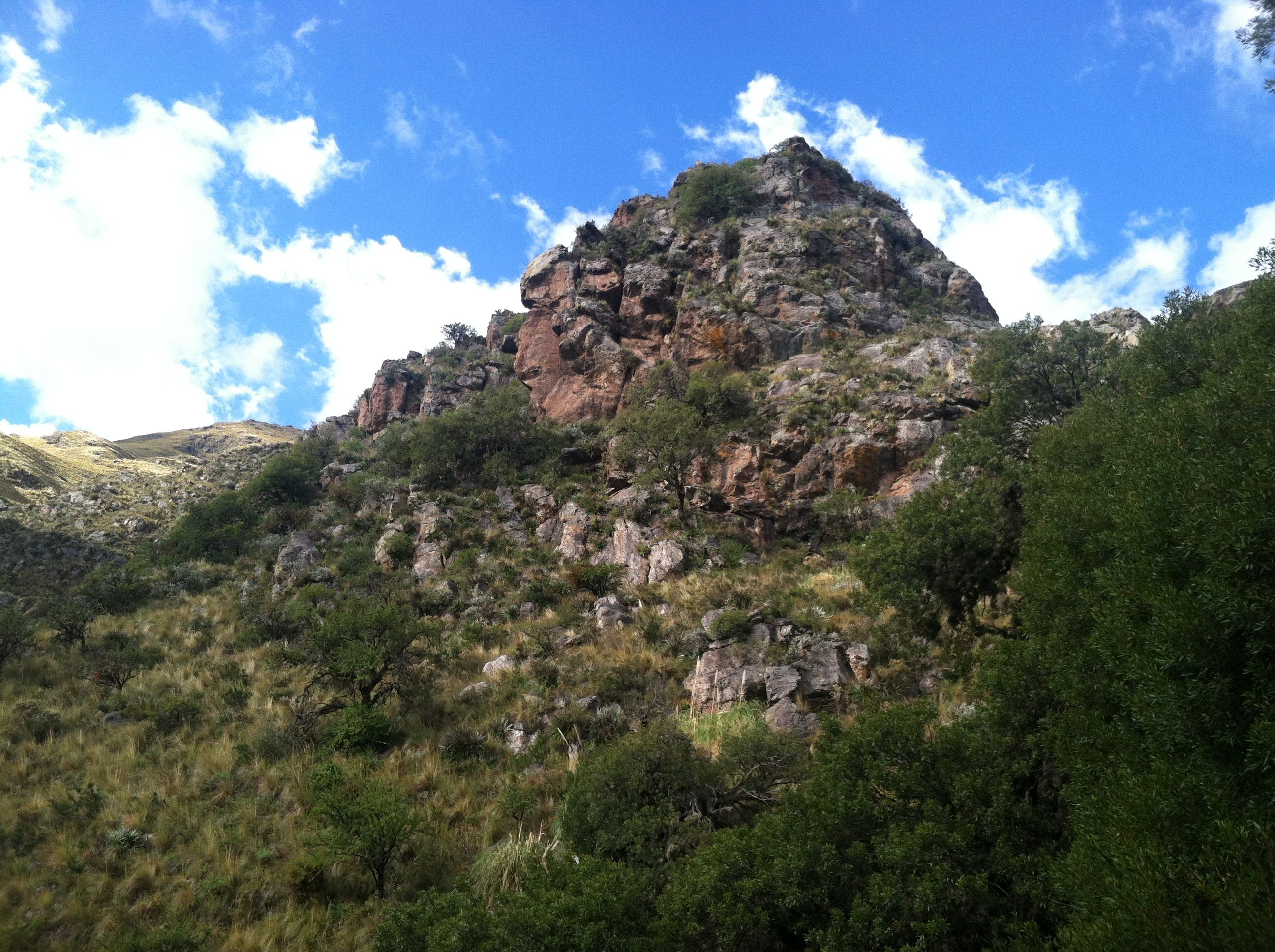
Reserva Mogote Bayo
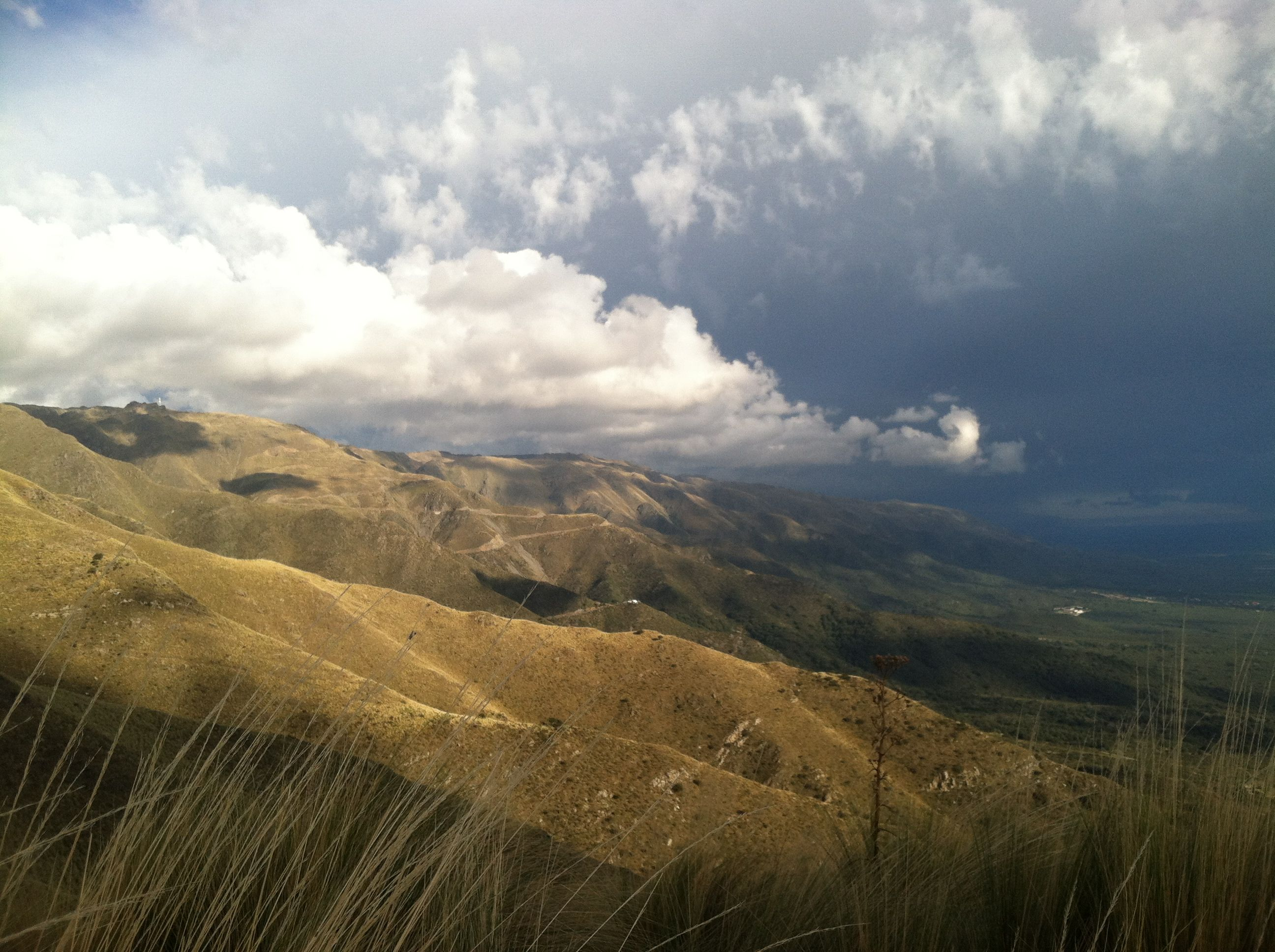
Reserva Mogote Bayo

## Parroquia Nuestra Señora del Rosario
| Diócesis  | San Luis                   |
| --------- | -------------------------- |
| Parroquia | Nuestra Señora del Rosario |